# کوماک واچو (آریزونا)
کوماک واچو (به انگلیسی: Komak Wuacho) یک منطقهٔ مسکونی در ایالات متحده آمریکا است که در آریزونا واقع شده‌است. کوماک واچو ۶۱۳ متر بالاتر از سطح دریا واقع شده‌است.